# Uyenanao Lake
Uyenanao Lake är en sjö i Kanada.   Den ligger i provinsen Manitoba, i den centrala delen av landet, 2 100 km nordväst om huvudstaden Ottawa. Uyenanao Lake ligger 323 meter över havet. Arean är 1,6 kvadratkilometer. Den sträcker sig 3,3 kilometer i nord-sydlig riktning, och 1,3 kilometer i öst-västlig riktning.
I omgivningarna runt Uyenanao Lake växer i huvudsak barrskog. Trakten runt Uyenanao Lake är nära nog obefolkad, med mindre än två invånare per kvadratkilometer.